# 関帝廟 (神戸市)

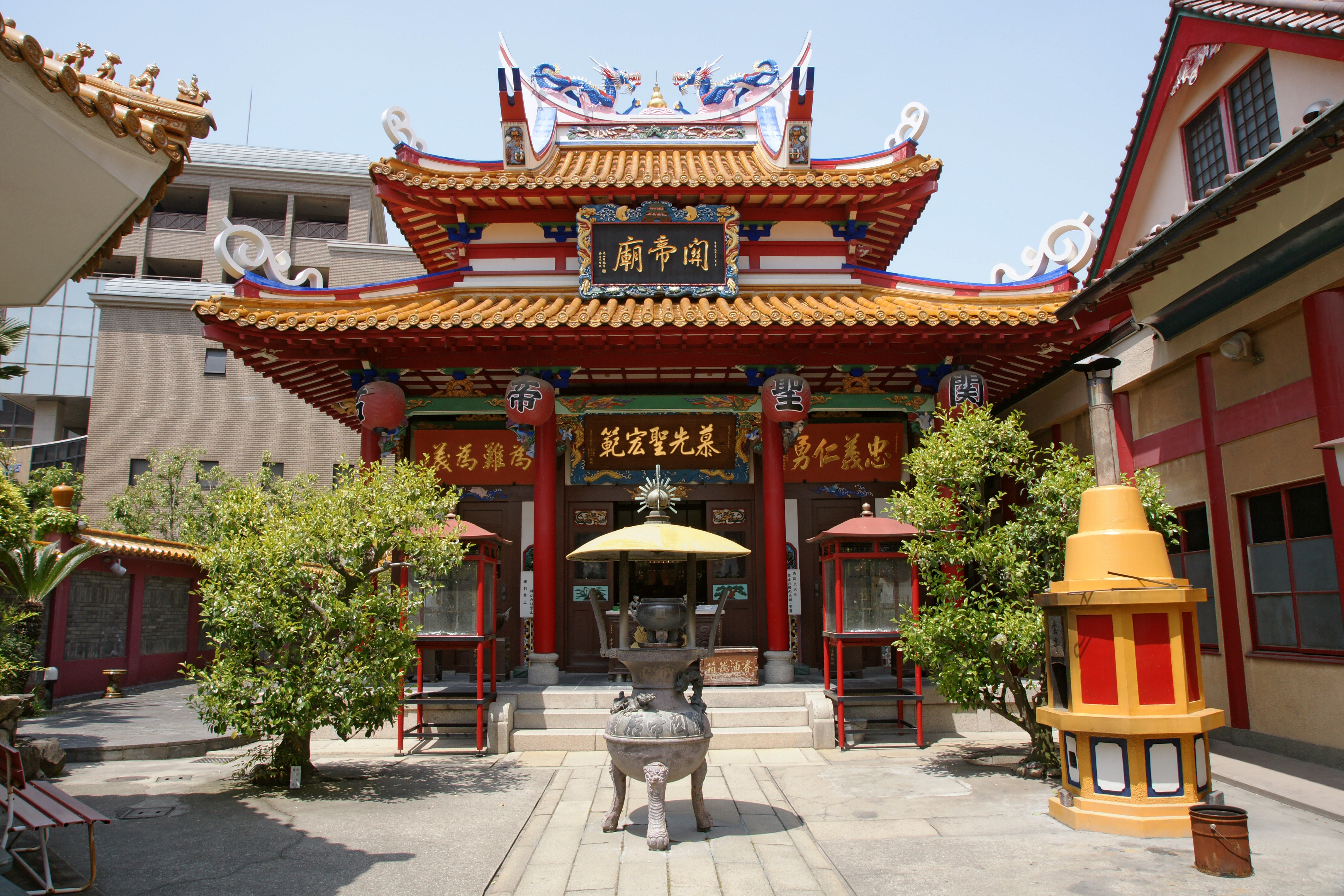

関帝廟（かんていびょう）は、神戸市中央区中山手通七丁目3-2にある無宗派の寺である。昭和22年（1947年）に中国人有志によって建立された。

## 概要
- 朱塗りの門と、二頭の青い竜が向かい合う屋根の本堂を有する中国風の建築。
- 本堂前の銅製の線香立て（大香炉）には「光緒十八年」（1892年）の銘がある。
- 毎年旧暦7月13日～15日に行われる盂蘭盆会（施餓鬼）の時には豪華な飾りがなされ、竹と紙で作った小型の家や屋台、爆竹、民族衣装など異国情緒で賑わう。

## 歴史
この関帝廟の前身は大阪府中河内郡布施村にあった黄檗山萬福寺の末寺長楽寺であり、1892年（明治25年）に呉錦堂らによってこの地に移された。昭和14年（1939年）関帝と天后像を祀るも、昭和20年（1945年）の空襲により長楽寺もろとも焼失した。長楽寺跡に昭和22年（1947年）中国人有志によって関帝廟が造営され、その後拡張を重ね現在の姿となった。

## 参考資料
- 神戸新聞出版センター, ed. (1983). "関帝廟". 兵庫県大百科事典. pp. 上-613. ISBN 4-87521-100-7。
- 道谷卓『神戸歴史トリップ』神戸市中央区、2005年。ISBN 4-9902493-0-5。